# Georg Bernard

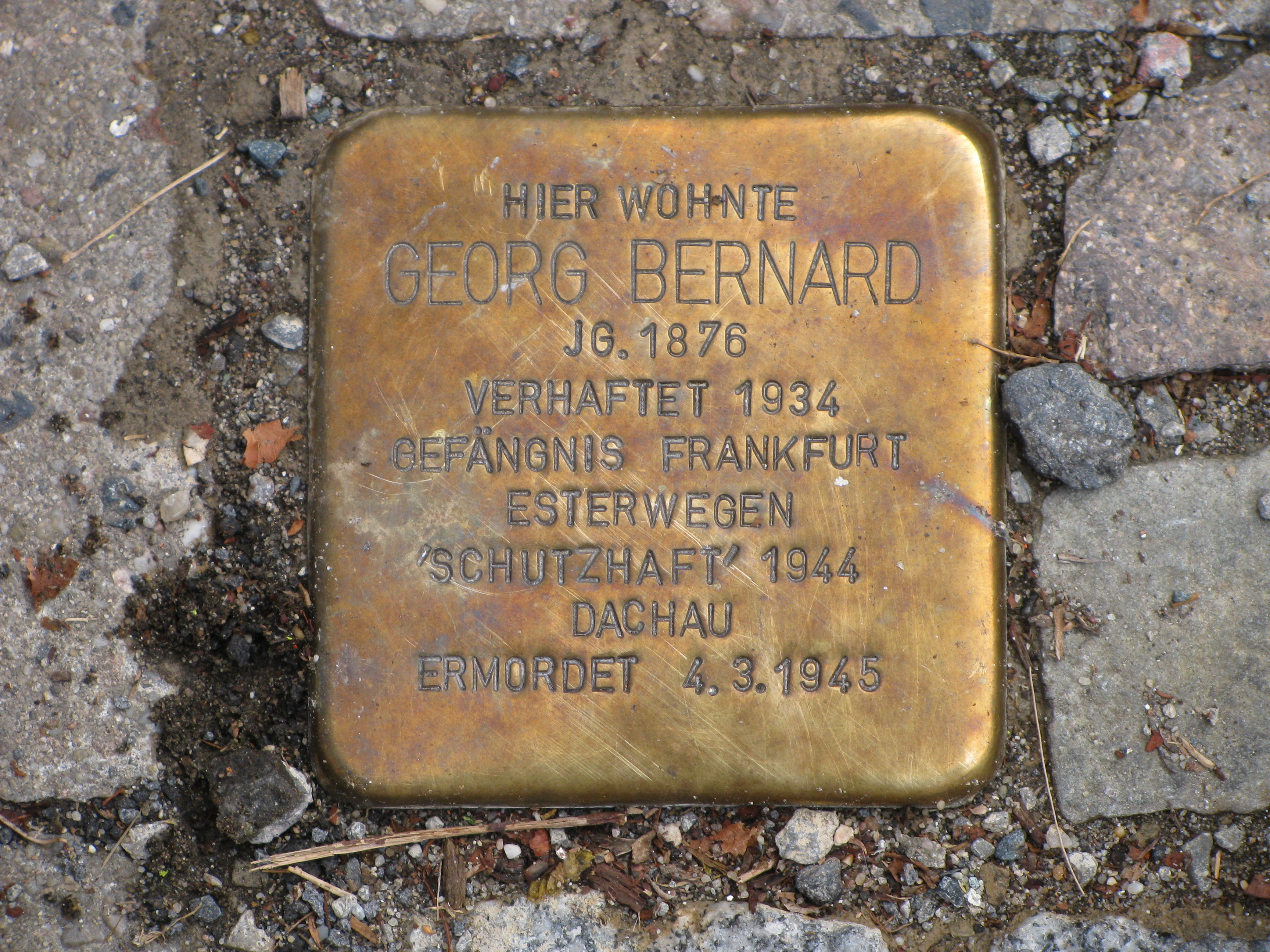
Stolperstein für Georg Bernard

Georg Bernard (* 29. April 1876 in Dobersdorf; † 4. März 1945 in Dachau) war ein deutscher Gewerkschafter.

## Leben
Bernard erlernte nach dem Besuch der Volksschule den Beruf des Maschinenbauers. 1906 wurde er in Frankfurt am Main in der Ortsverwaltung des Deutschen Metallarbeiter-Verbandes (DVM) zum zweiten ehrenamtlichen Kassierer gewählt. Am 1. Februar 1913 wurde er Angestellter der DMV-Ortsverwaltung und erhielt den stellvertretenden Vorsitz für die örtliche Direktion der Sozialversicherung. Während des Ersten Weltkrieges diente er bis 1917 und arbeitete bis zur Gründung der Weimarer Republik in einem Betrieb.
Ende 1918 wurde er zum Ersten Bevollmächtigten des DMV in Frankfurt am Main ernannt. 1920 erfolgte die Ernennung zum Ersten Bevollmächtigten des DMV-Großbezirks Frankfurt. Dieser Bezirk umfasste unter anderem die Orte Hanau, Mainz und Wiesbaden und erstreckte sich bis in das Saargebiet. Nach der Auflösung der freien Gewerkschaften am 2. Mai 1933 durch die Nationalsozialisten und der Gleichschaltung des DMV in der Deutschen Arbeitsfront (DAF) wurde Bernard am 17. Juni 1933 aus dem Dienst des DMV entlassen.
Wegen seiner Zugehörigkeit zur SPD wurde er im Juni 1933 zum ersten Mal kurzzeitig festgenommen. Seit dem 26. April 1934 wurde Bernard vom Sicherheitsdienst der SS überwacht. Am 29. August 1934 erfolgte wegen seiner politischen Korrespondenz eine weitere Verhaftung. Er wurde nach einem Aufenthalt im Frankfurter Polizeigefängnis am 7. November 1934 in das KZ Esterwegen überführt, wo er bis zum 6. Februar 1935 inhaftiert war. 1937 wurden von der Gestapo weitere Ermittlungen gegen ihn geführt. Am 18. Oktober 1937 heiratete er die Hotelangestellte Albertine Luis Schiller.
Am 4. September 1941 kam es zu einer weiteren Festnahme; da ihm nichts nachgewiesen werden konnte, erfolgte die Entlassung schon am nächsten Tag. Im Rahmen der Aktion Gitter wurde Bernard am 22. August 1944 in Gewahrsam genommen und nach einer kurzen Haft in einem Frankfurter Polizeigefängnis am 16. September 1944 als „Schutzhäftling“ in das KZ Dachau verschleppt. Er erhielt dort die Häftlingsnummer 108215. Am 4. März 1945 verstarb er in Dachau.

## Ehrungen
Seit dem 4. März 2005 wird von der IG Metall Bezirk Mitte (Hessen, Rheinland-Pfalz, Saarland, Thüringen) die Georg-Bernard-Plakette verliehen, erstmals am 50. Todestag Bernards. Gefördert werden sollen unter anderem zivilgesellschaftliche Jugendprojekte, die sich durch ihr Engagement für soziale Gerechtigkeit, Demokratie und gegen Rechtsextremismus verdient gemacht haben.